# Đại sứ quán Việt Nam Cộng hòa tại Malaysia
Đại sứ quán Việt Nam Cộng hòa tại Malaysia (tiếng Mã Lai: Kedutaan Republik Vietnam di Malaysia; tiếng Anh: Embassy of the Republic of Vietnam in Malaysia), thường gọi là Đại sứ quán Nam Việt Nam tại Mã Lai, là cơ quan đại diện ngoại giao do Việt Nam Cộng hòa thành lập tại thủ đô Kuala Lumpur của Malaysia. Cơ quan này đóng cửa vào ngày 6 tháng 5 năm 1975, sau biến cố 30 tháng 4 năm 1975.

## Lịch sử
Ban đầu có tên là Công sứ quán Việt Nam Cộng hòa tại Malaya thành lập vào năm 1957, sau đó được nâng cấp thành Đại sứ quán vào ngày 20 tháng 6 năm 1960. Sau khi Malaysia được thành lập vào ngày 16 tháng 9 năm 1963, cơ quan này được đổi tên thành Đại sứ quán Việt Nam Cộng hòa tại Malaysia, và hoạt động cho đến khi bị đóng cửa vào ngày 6 tháng 5 năm 1975.

## Danh sách Đại sứ

### Công sứ Việt Nam Cộng hòa tại Malaya (1957–1960)
Năm 1957, Việt Nam Cộng hòa thành lập Công sứ quán tại Malaya. Ngày 20 tháng 6 năm 1960, cơ quan này được nâng cấp thành Đại sứ quán.
| TT | Tên gọi         | Bổ nhiệm | Nhậm chức           | Trình Quốc thư | Rời chức            | Cấp bậc | Chức vụ           | Ghi chú                                        | Ghi chú |
| -- | --------------- | -------- | ------------------- | -------------- | ------------------- | ------- | ----------------- | ---------------------------------------------- | ------- |
| 1  | Phạm Khắc Rậu   |          | 31 tháng 8 năm 1957 |                | 1958                |         | Đại biện lâm thời | Kiêm nhiệm Lãnh sự Nam Việt Nam tại Singapore. |         |
| 2  | Tăng Văn Chỉ    |          | 15 tháng 3 năm 1958 |                | 1959                |         | Đại biện lâm thời | Kiêm nhiệm Lãnh sự Nam Việt Nam tại Singapore. |         |
| 3  | Trần Kim Phượng |          | Tháng 6 năm 1959    |                | 20 tháng 6 năm 1960 |         | Đại biện lâm thời | Kiêm nhiệm Lãnh sự Nam Việt Nam tại Singapore. |         |

### Đại sứ Việt Nam Cộng hòa tại Malaya → Malaysia (1960–1975)
Ngày 20 tháng 6 năm 1960, Công sứ quán Việt Nam Cộng hòa tại Malaya được nâng cấp thành Đại sứ quán. Sau khi Malaysia được thành lập vào ngày 16 tháng 9 năm 1963, cơ quan này được đổi tên thành Đại sứ quán Việt Nam Cộng hòa tại Malaysia.
| TT | Tên gọi          | Bổ nhiệm         | Nhậm chức           | Trình Quốc thư      | Rời chức            | Cấp bậc | Chức vụ                    | Ghi chú                                                                                      | Ghi chú |
| -- | ---------------- | ---------------- | ------------------- | ------------------- | ------------------- | ------- | -------------------------- | -------------------------------------------------------------------------------------------- | ------- |
| 1  | Trần Kim Phượng  |                  | 20 tháng 6 năm 1960 |                     | Tháng 1 năm 1964    |         | Đại biện lâm thời          | Kiêm nhiệm Tổng Lãnh sự Nam Việt Nam tại Singapore, sau này được thăng chức Đại sứ.          |         |
| 1  | Trần Kim Phượng  | Tháng 1 năm 1964 | Tháng 1 năm 1964    |                     | 29 tháng 3 năm 1967 | Đại sứ  | Đại sứ đặc mệnh toàn quyền | Đại sứ đầu tiên của Nam Việt Nam tại Malaysia sau khi hai nước thiết lập quan hệ ngoại giao. |         |
| 2  | Nguyễn Duy Quang | Tháng 6 năm 1967 | 10 tháng 7 năm 1967 | 20 tháng 7 năm 1967 | Tháng 6 năm 1973    | Đại sứ  | Đại sứ đặc mệnh toàn quyền |                                                                                              |         |
| 3  | Vũ Kinh Luân     |                  | 13 tháng 6 năm 1973 |                     | 6 tháng 5 năm 1975  |         | Đại biện lâm thời          | Người phụ trách cuối cùng của đại sứ quán, đến ngày 6 tháng 5 thì đại sứ quán đóng cửa.      |         |